# 羊烈
羊 烈（よう れつ、513年 - 586年）は、中国の北魏から北斉にかけての政治家。字は儒卿。本貫は泰山郡梁父県。

## 経歴
羊瑩の子として生まれた。北魏の孝昌年間、羊烈の従兄の羊侃が泰山郡太守となったが、泰山郡に拠って叛き、南朝梁に降った。羊烈は羊家の禍となることを恐れて、従兄の広平郡太守羊敦とともに洛陽に赴き、従兄の叛乱を報告した。北魏の朝廷は羊烈を賞賛して褒美を与えようとしたが、固辞して受け取らなかった。
17歳のとき、州に主簿として召され、治中従事を兼ねた。咸陽王元坦の下で行参軍となり、秘書郎に転じた。550年、北斉が建国されると儀同三司となり、開府儀同三司に進んだ。倉曹参軍事をつとめた。太子歩兵校尉・軽車将軍に任ぜられ、まもなく并省比部郎中に転じ、司徒属となり、尚書祠部・左民郎中・右民郎中を歴任した。558年、陽平郡太守となり、有能で知られた。このころ頻繁に蝗害が発生したが、犬の歯を使って蝗を陽平郡境に入れなかったとされ、勅書で賞賛された。561年、光禄少卿に転じ、龍驤将軍・兗州大中正の位を加えられ、平南将軍に進んだ。天統年間、太中大夫に任ぜられ、光禄少卿を兼ねた。570年、驃騎将軍・義州刺史に任ぜられた。まもなく老病のため郷里に帰った。586年2月16日、沙丘里の舎で死去した。享年は74。

## 逸話・人物
- 羊烈は読書を好み、名理についてよく語って、玄学で名を知られた。
- 羊烈の家は閨閥で知られ、一門の女は再婚しないことを誇りとした。北魏の太和年間、羊家は兗州に尼寺を作り、夫を失い子のいない独居女性をそろって出家させて尼とした。
- 羊烈は北斉の天統年間に尚書の畢義雲と兗州大中正の位をめぐって争った。畢義雲は門閥を誇り、「わたしは代々兗州刺史をつとめた家柄だ。卿の家は代々わが家の故吏ではないか」と言い放った。羊烈は、「卿の家は畢軌が殺されて帰ってから、人物がいない。最近は刺史になったといって、みなろくなやつではなく、言うに足りない。わが家の人物は、漢の河南尹や晋の太傅のように、名声と徳行と学問がそろい、後世に美を伝える人物ばかりだ。なおかつ男は清廉で女は貞淑であり、賞賛するに足りる人物がほかより多いといわねばならない」と言い返した。

## 墓誌
1993年、山東省新泰市羊流鎮で羊烈の墓誌が出土した。同時に羊烈の妻の長孫敬顔の墓誌も出土している。現在は新泰市博物館に所蔵されている。

## 家族
- 羊烈の八世の祖の羊琇は、字を稚舒といい、晋の太僕卿となった。
- 羊烈の高祖父の羊哲は、済南相となった。
- 羊烈の祖父の羊規之は、南朝宋の任城令となった。北魏の太武帝に降って営州刺史をつとめた。
- 羊烈の父の羊瑩は、字を霊珍といい、北魏の兗州別駕となった。
- 羊烈の母は、羊祉墓誌の記述から清河崔氏ないし清河房氏の出身とみられている[1]。
- 羊霊珍の兄の羊祉は、北魏の梁州刺史となった。
- 羊祉の子の羊深は、字を文泉といい、北魏の孝武帝の下で中書令となった。
- 羊祉の子の羊侃は、字を祖忻といい、北魏の泰山郡太守となったが、南朝梁に降って兗州刺史となり、雲麾将軍・青冀二州刺史をつとめた。
- 羊深の子の羊粛は、高澄の下で大将軍府東閤祭酒となり、北斉の冀州治中・南兗州長史・文林館撰書・武徳郡太守を歴任した。
- 羊霊珍の兄の羊霊引は、北魏の冀州長史となった。
- 羊霊引の子の羊敦は、字を元礼といい、北魏の衛将軍・広平郡太守となった。
- 羊烈の弟の羊脩は、大寧年間に尚書左丞として死去した。
- 羊脩の子の羊玄正は、北斉の武平末年に将作丞となった。隋の開皇年間に民部侍郎となり、隴西郡賛治として死去した。

### 妻子

#### 妻
- 長孫敬顔[注釈 4]（ちょうそんけいがん、527年 - 591年）は、長孫稚の子の長孫儁の娘。

#### 男子
- 羊行思は、早逝した。
- 羊敏方は、博陵崔氏を妻とした。
- 羊敏正は、早逝した。
- 羊敏行は、趙郡李氏を妻とした。
- 羊敏則
- 羊敏博
- 羊敏斉は、早逝した。

#### 女子
- 羊樊□は、早逝した。
- 羊静□
- 羊静則
- 羊静徳は、敦煌の李□英にとついだ。
- 羊静猗は、早逝した。
- 羊静□
- 羊无□、早逝した。
- 羊静質は、北海の王弘基にとついだ。
- 羊静□

## 伝記資料
- 『北斉書』巻四十三 列伝第三十五
- 『北史』巻三十九 列伝第二十七
- 太中大夫光禄少卿義州使君羊公墓誌（羊烈墓誌）
- 斉義州羊使君長孫夫人墓誌銘（長孫敬顔墓誌）